# História de Santa Maria (Rio Grande do Sul)
Este artigo conta a história do município Gaúcho de Santa Maria, Brasil.

## Cronologia de Formação do Território[1]
Santa Maria nasceu como um acampamento militar, durante
- 1634: Criação da Redução Jesuítica de São Cosme e São Damião;[2]
- 1777: Tratado de Santo Ildefonso;
- 1784 a 1786: Armação de todos os índios missioneiros;
- 1797: Índios do povoamento;
- 1800: Santa Maria é representada pela primeira vez em documento cartográfico;
- 1804: O acampamento de Santa Maria é categoria do oratório;
- 1812: A capela do acampamento de Santa Maria da Boca do Monte é elevada à Capela Curada;
- 1837: Criação da Freguesia de Santa Maria da Boca do Monte;
- 1840: Fim do domínio farroupilha em Santa Maria;
- 1843: Força imperiais atuam nas regiões de Pau Fincado e Ramada;
- 1845: Assinada a ata de paz dando fim à Revolução Farroupilha;
- 1851: Corpo de Cavalaria de Santa Maria atravessa a fronteira do Uruguai;
- 1857: Santa Maria passa à categoria de vila;
- 1858: Instalação do Município com a emancipação de Cruz Alta e Cachoeira do Sul;
- 1858: Construída a casa da Famíla Penna, localizada na Palma é a residência mais antiga do município que ainda é habitada, com características originais mantidas pela família.
- 1861: Município com 3 distritos: Sede, Pau-Fincado, Rincão de São Pedro;
- 1876: A vila passa à categoria de cidade passando à denominar-se Santa Maria da Boca do Monte;
- 1877: Chegada dos primeiros colonos italianos;
- 1881: Início das obras de construção da estrada entre Santa Maria e a colônia de Silveira Martins;
- 1883: Primeiro jornal de Santa Maria;
- 1890: Inauguração do trecho ferroviário Santa Maria - Cacequi - Porto Alegre - Uruguaiana;
- 1892: Nomeado o 1º intendente municipal;
- 1896: Criado o distrito de Arroio do Só;
- 1901: Encontrado o primeiro fóssil na Sítio Paleontológico Sanga da Alemoa.
- 1903: Inauguração do Hospital de Caridade Astrogildo de Azevedo;
- 1910: 1º estabelecimento bancário;
- 1911: Sangrento conflito entre a polícia e ferroviários;
- 1913: Fundada a cooperativa de consumo dos empregados da viação férrea;
- 1920: A Compagnie Auxiliare des Chamins de Fer au Brésil passa a se chamar Viação Férrea do Rio Grande do Sul;
- 1922: Inaugurada a escola de artes e ofícios Hugo Taylor;
- 1930: Revolução de 1930;
- 1934: Fundação do Jornal A Razão;
- 1936: O Santamariense, Llewellyn Ivor Price encontrou o estauricossauro, primeiro dinossauro brasileiro no Sítio Paleontológico Sanga da Alemoa.
- 1943: Fundação da escola de Teatro Leopoldo Froes;
- 1953: Fundação do Colégio Manoel Ribas, o maior da cidade;
- 1953: Fundação da Faculdade de Filosofia, Ciências e Letras Imaculada Conceição, FIC;
- 1955: Fundação da Faculdade de Enfermagem Nossa Senhora Medianeira, FACEM;
- 1960: Criação da Universidade Federal de Santa Maria;
- 1961: Alteração das divisas gerais do município. Colônia Vacacaí (hoje Santa Flora);
- 1971: Inauguração da Base Aérea de Santa Maria;
- 1977: Concurso literário Felipe d'Oliveira;
- 1988: Oficialização do Ipê-roxo como árvore símbolo do município;
- 1997: Intercâmbio com cidades irmãs;
- 1998: FIC e FACEM unem-se, formando o Centro Universitário Franciscano, UFN;
- 2000: Santa Maria: município turístico;
- 2002: Criação da Faculdade Integrada de Santa Maria – FISMA;

## Ruas e Praças Antigas[3]
A vila, sede do município de Santa Maria da Boca da Monte, era, em 1858, constituída das seguintes artérias: Travessa do Barào do Cerro Largo (atual Visconde de Pelotas). Praça da Constituição (atual da República), Barão de Pôrto Alegre (atual Conde de Pôrto Alegre). Travessa Marques de Caxias (atual Duque de Caxias), Travessa 2 de Fevereiro (depois Marquês do Herval e atualmente Serafim Valandro). Travessa do Maximiano (atual Floriano Peixoto). Rua do Acampamento, Praça da Matriz (atual Saldanha Marinho). Rua General Rafael Pinto (atual Avenida Rio Branco), Rua da Matriz (atual Venâncio Aires), Rua do Comércio (atual Dr. Bozano). Rua da Aldeia (mais tarde Rua Ipiranga, e atualmente Avenida Presidente Vargas). Havia em projeto a construção da Praça 3 de Maio (onde atualmente se encontra o Colégio Sant'Anna), rua Gararapes (atual Silva Jardim), rua dos Andradas e Coronel Manoel dos Santos (continuação da Avenida Presidente Vargas, atual Rua José Bonifácio).

## Demarcação de limites[3]
Incumbido, na segunda reunião do legislativo santamariense, de “demarcar os limites do roelo, da vila”, o vereador João Veríssimo de Oliveira, apresentou na terceira sessão, o seguinte trabalho: "Pelo oeste - da primeira canhada do alto que desce ao Passo da Areia, cortando a rumo do Sul em direção à chácara de Antônio José da Rosa, de lá em direção ao ipê pela frente da chácara de João Goethmer e do ipê em rumo de este em direção à chácara e olaria do falecido Machado e pela chácara de Dona Angélica. De lá, cortando o rumo de Oeste, em direção à chácara de André Beck e seguindo dahi até a casa de Geraldo Alves Damaceno a fechar pela chácara de João Henrique Druek, rumando depois à mesma canhada que vae dar ao Passo da Areia”. (Foi conservada a ortografia original).

## Freguesia de Santa Maria[4]
O mapa mais antigo de Santa Maria, possivelmente de 1849, foi elaborado pelo engenheiro e agrimensor alemão Johann Martin Buff, que veio ao Brasil como militar contratado e foi tenente do 28° Batalhão de Caçadores. A povoação era Freguesia filial de Cachoeira e sede de seu 4° Distrito o qual tinha pouco mais de 2.000 habitantes. Foi levantada por ordem do presidente da Província, Francisco José de Sousa Soares de Andréa, Barão de Caçapava, que governou de 10 de abril de 1848 a 6 de março de 1850.
O mapa revela o traçado urbano da povoação, nove anos antes de sua emancipação política. Esse mapa mostra o amplo espaço destinado à praça central e o local da primitiva igreja católica, marcado por uma cruz de malta. Os alinhamentos da atual Av. Rio Branco estão apenas iniciados, afastados da igreja e do cemitério que ficava ao lado. A Rua do Acampamento era a mais densamente edificada. A Rua da Matriz (Venâncio Aires) era a via mais longa, em parte uma estrada desabitada até o Passo da Areia, onde havia algumas chácaras, inclusive a área na qual seria construída a Soteia. A Rua Pacífica (Dr. Bozano) ia pouco além da atual Rua Conde de Porto Alegre e seguia como um estreito caminho. A Rua da Aldeia, atual Av. Presidente Vargas, era uma longa e sinuosa estrada. Várias vias não haviam sido abertas como as atuais ruas Floriano Peixoto, Duque de Caxias, Coronel Niederauer e Tuiuti.

## Nascimento da povoação[4]
No ano de 2008, comemorou-se o sesquicentenário da emancipação política de Santa Maria, devemos lembrar que houve muita história anterior, desde o nascimento da povoação, há 211 anos. Santa Maria nasceu em consequência de ações estratégicas. Foi por causa de uma retirada estratégica da Partida Portuguesa da 2ª Subdivisão da Comissão Demarcadora de Limites entre terras de Portugal e Espanha, em 1797, que se estabeleceu o início do assentamento da povoação.
Havia anos que ambas as Coroas, através de seus comissários, tentavam estabelecer a divisa territorial na Capitania do Rio Grande de São Pedro. Uma operação difícil permeada por repetidos conflitos. A Comissão portuguesa, sob comando de Joaquim Félix da Fonseca, capitão de artilharia e astrônomo, realizava seu trabalho na região missioneira, quando as relações entre Portugal e Espanha tornaram-se tensas, anunciando mais uma guerra que seria declarada em 1801. A fim de evitar maiores conflitos, a retirada foi ordenada ao comandante da Comissão, que desceu a Serra de São Martinho do Monte Grande, em busca de proteção junto à Guarda Portuguesa de São Pedro. nas proximidades do Arroio dos Ferreiros.
A Comissão instalou acampamento a pouco mais de 5 km a leste da Guarda, no já então denominado Rincão de Santa Maria, em terras da estância do padre Ambrósio José de Freitas, cuja sede ficava a poucos quilômetros ao sudeste.
O capitão Joaquim Félix da Fonseca comunicou ao comissário espanhol, em 18 de julho de 1797, que iria deixar o Povo de São João Baptista, descer a serra de São Martinho e acampar junto à Guarda Portuguesa do Passo dos Ferreiros. Então, em data ainda não conhecida, entre julho e dezembro de 1797, foram montadas as instalações para abrigar o numeroso grupo de pessoas. Eram oficiais e seus escravos, engenheiro, cirurgião, capelão, técnicos, artífices, soldados, peões e índios. Vários integrantes estavam acompanhados de mulheres e filhos, somando, possivelmente, entre cem e duzentas pessoas.
Os barracões para a equipe técnica da Comissão, para alojamento dos soldados e as primitivas habitações foram erguidos junto à área que futuramente se tomaria a praça central da povoação. E a partir dela, alguns ranchos foram se estabelecendo ao longo do divisor de águas, cujo traçado conhecemos hoje como Rua do Acampamento.
Também foi montado um pequeno oratório que, segundo Saint Hilaire, era uma capelinha coberta de palha, onde o capelão (…) celebrava missa aos domingos e dias santos. (..) Pequenos comerciantes vieram estabelecer-se para vender aos soldados cachaça, fumo e outras mercadorias: agricultores das vizinhanças ai construíram choupanas para se abrigarem quando viessem assistir missa.
No mesmo local, alguns anos depois (1808-10), seria erguido o primitivo e singelo primeiro templo católico da povoação, em alvenaria de tijolos e cobertura de telhas.
Francisco das Chagas Santos, engenheiro da demarcação de limites entre terras de Portugal e Espanha, realizou, em 1800, o levantamento de uma área cujo mapa revela uma extensão de 50 km, de leste a oeste, desde São João à foz do rio Vacacaí no Jacuí. E desde a encosta da serra, ao norte, até cerca de 40 km ao sul. O mapa resultante desse levantamento mostra o local cuja legenda denomina ‘Acampamento la Expedição ‘, onde estão representadas as primitivas edificações. Os pequenos quadriláteros sugerem, por sua disposição, o espaço do acampamento, que originaria a praça central e o início do alinhamento que seria a futura Rua do Acampamento. Cerca de 5 km a oeste, na margem direita do Arroio dos Ferreiros, o mapa mostra o marco português da Guarda de São Pedro e o acampamento da Guarda Portuguesa, um pouco mais a oeste.
Vê-se o traçado de vários caminhos que cruzavam a região, primitivas estradas carroçáveis e algumas trilhas. A posição estratégica é evidenciada pela presença da Guarda Portuguesa de São Pedro, que, além de estar situada em zona de fronteira com terras de Espanha, controlava a “Boca da Picada” ou “Boca do Monte”, nome que se agregaria ao da povoação nascida do Acampamento da Expedição. A Picada da Boca do Monte era o principal caminho que subia a serra de São Martinho, em direção às Missões.
O local do acampamento chamava-se Rincão de Santa Maria, denominação dada, supostamente, pelos jesuítas espanhóis a uma área de povoamento disperso remanescente da antiga redução de São Cosme e São Damião. O topônimo Rincão de Santa Maria daria o nome da futura cidade, como se estendera a outra elementos descritos no mapa. Vê-se claramente o Arroio de Santa
Maria, atual Cadena, o Cerro de Santa Maria e, a cerca de 1,5 km a sudeste do Acampamento, o Cerrito de Santa Maria, cujo nome perdura. O Cerrito, com sua forma característica, durante mais de um século e meio dominou a paisagem ao sudeste, antes que os altos edifícios encobrissem o horizonte, O mapa mostra também o Cerro Corcovado, em cujo topo hoje está o Monumento ao Ferroviário.
A região não era despovoada. Apesar de o mapa de 1800 representar algumas poucas edificações esparsas, podemos supor que houvesse mais moradores nos arredores do Rincão de Santa Maria. Por exemplo, na sede da estância do Padre Ambrósio José de Freitas, em cuja sesmaria se instalou o acampamento, nada foi representado, embora se saiba que ele ali habitara, tendo obtido permissão para celebrar missa em seu oratório, em 1794. Também a representação de cinco quadriláteros no Acampamento da Expedição não significa que ali tivesse apenas esse número de edificações, em 1800; obviamente trata-se de uma convenção gráfica simplificando a representação.
Acreditamos que o nascimento da povoação, com sua consequente evolução urbana, deu-se a partir do Acampamento da Expedição, no local demarcado no mapa. A posição do acampamento militar da guarda portuguesa determinou o local onde a cidade nasceria.
O assentamento urbano que se desenvolveu como Santa Maria foi gerado pela instalação do Acampamento da Comissão, em data lamentavelmente ainda desconhecida quanto ao mês e dia, que possibilitaria comemorar 211 anos de fundação.

## Panorama geral sobre Santa Maria[5]

### Aspectos históricos
Dois aspectos marcam o nascimento de Santa Maria: um militar e outro lendário.
A origem da cidade de Santa Maria está assentada no fato histórico denominado Demarcação de Limites da América Latina, no qual as Partidas Portuguesa e Espanhola, aqui chegadas no final do século XVIII (entre 1757 e 1797). tinham como missão demarcar os limites das terras da Coroa Portuguesa e os da Coroa Espanhola, realizando a devolução mútua de terras que haviam sido ilegalmente arrebatadas em litígios por seus familiares. Essas Partidas eram compostas por militares e eram acompanhados por seus familiares, trazendo também artífices e escravos.
Devido a constantes conflitos entre os comissários das duas Partidas, impedindo a concretização do Tratado de Demarcação de Limites, foi, desfeita a Comissão Mista das duas coroas, e o Governador do continente do Rio Grande do Sul, Sebastião Xavier da Veiga, determinou ao Coronel Francisco José Roscio, comandante da 2ª Subdivisão da Partida Portuguesa, que deslocasse sua Partida das Missões em Santo Ângelo, e descendo a Serra de São Martinho até a primeira guarda avançada denominada Arroio dos Ferreiros, aí acampasse. E estabelecido o Acampamento da Comissão Demarcatória na sesmaria do tenente José Jerónimo de Almeida, que a cedeu ao Padre Ambrósio José de Freitas.
Assim, Santa Maria tem sua formação histórica assinalada por um acampamento militar e seu crescimento deu-se paulatinamente em fases distintas: foi Acampamento, depois Povoado. Curato. Distrito (de Cachoeira do Sul), Freguesia, Vila e por fim Cidade.
Considerando o surgimento dos primeiros ranchos dos militares, Santo Maria é bi-centenária (221 anos, em 2008). Oficialmente, a cidade comemora 150 anos de emancipação política (em 2008). Sob o aspecto lendário, a origem de Santa Maria tem seu berço no drama de amor da índia lmembui, a Salva das águas, filha da tribo dos Minuano, com o bandeirante português Rodrigues, prisioneiro de sua tribo, A paixão de Imembuí por Morotim, como ficou sendo chamado pelos indígenas, foi tão intensa, que a levou a salvar-lhe a vida e tomar-se sua esposa. O primeiro santa-mariense teria sido seu Filho José, batizado mais tarde nas Missões.

### Indígenas
A região onde está assentada Santa Maria, até fins do século XVIII, era habitada por índios que pertenciam a duas tribos: os Minuanos e os Tapes. Os Minuanos habitavam a zona da campanha, na Coxilha do Pau Fincado, mais tarde transferindo-se para uma das margens do arroio Taimbé. Na margem oposta, os Tapes levantaram seus toldos.
Além dessas tribos, também vieram Guaranis, oriundos das Missões Orientais (1800).
Os costumes indígenas muito contribuíram para a nossa cultura. Ainda hoje, descendentes indígenas transitam em nossa população, e nos oferecem produtos de sua cultura e de seu artesanato, principalmente feitos com cipós e fibras de plantas. Possuem grande conhecimento quanto ao uso de ervas medicinais.

### Emancipação
A emancipação política de Santa Maria ocorreu em 17 de maio de 1858, quando foi instalada a Primeira Câmara Municipal de Santa Maria da Boca do Monte, e foi presidida pelo vereador mais votado, coronel José Alves Valença.
Santa Maria encontrava-se ainda na categoria de vila, Somente foi elevada à categoria de cidade em 16 de abril de 1876. Pela Lei Provincial número 1013.

### Etnias
Constituem a população santa-mariense diferentes grupos étnicos. Aos índios, Filhos da terra, aos africanos, vindos na condição de escravos, juntaram-se os portugueses e espanhóis, aqui chegados, integrantes das Partidas demarcatórias, no século XVIII. Posteriormente, chegaram alemães, poloneses, italianos, árabes.

### Poder Executivo
Durante o período da monarquia, a Administração Municipal de Santa Maria foi desempenhada pelas Câmaras
Municipais. O Vereador mais votado exercia o papel de vereador-Presidente. As Câmaras Municipais foram em número de nove. Com o advento da República, veio a reorganização do Estado e foram nomeados Intendentes para o governo municipal. Santa Maria teve 14 intendentes, sendo o primeiro. Coronel Francisco de Abreu Vale Machado (1892-1900) e o último a desempenhar o cargo foi Manoel Ribas que ficou como Intendente de 1928 a 3 de outubro de 1930,quando eclodiu a Revolução que depôs o governo do presidente Washington Luis e dissolveu as intendências. Poucos dias depois, Manoel Ribas foi nomeado Prefeito Municipal, através do ato da Interventoria Federal do Estado.
Estiveram ocupando o cargo de Chefe do Poder Executivo de Santa Maria 28 Prefeitos, incluindo o atual prefeito, Jorge Pozzobom.
Poder Legislativo
O Poder Legislativo de Santa Maria, formado por 21 vereadores, constitui-se em um dos suportes do tripé governamental de Santa Maria.
O prédio da Câmara Municipal de Santa Maria, denominado Centro Democrático Adelmo Simas Genro, está localizado à Rua Vale Machado, no Centro. A sala Coronel Valença é o auditório amplo onde se realizam as sessões ordinárias e solenidades. Possui espaço destinado a exposições artístico-culturais e tem como patronímico o artista Eduardo Trevisan.

### Ferrovias
Santa Maria já teve várias paragens e gares (estações de trem). Sendo que, compilando-nas no atual território (2024), foram as seguintes:
1. Santa Maria: Vide abaixo.
2. Otávio Lima[6]: Primeiramente chamada de Alemoa, o ponto situava-se no km 519,191 da Linha Porto Alegre - Uruguaiana. A estação foi inaugurada em 1885 e em 15 de junho de 1935 passou a se chamar Otávio Lima, para homenagear um ex-funcionário da Viação Férrea do Rio Grande do Sul (VFRGS), falecido em 1994 em visita aos depósitos de Cruz Alta. A paragem Otávio Lima situava-se entre Santa Maria e Camobi, que segundo um levantamento da quilometragem, é onde hoje está localizado o Pátio de Manutenção da ALL, no bairro Presidente João Goulart.
3. Camobi[7]: Primeiramente chamada de Colônia, o ponto situava-se no km 527,312 da Linha Porto Alegre - Uruguaiana. A estação foi inaugurada em 1885 e em 19 de julho de 1945 passou a se chamar Camobi, coincidindo com a mudança do nome do então distrito de Camobi. A paragem Camobi situava-se entre Otávio Lima e João Alberti. Curiosamente a estação de Camobi não situa-se no bairro Camobi, e sim numa área sem definição de bairro, mas ainda dentro da Sede municipal, recentemente subtraída do distrito de Arroio Grande.
4. João Alberti[8]: A estação foi inaugurada em 2 de julho de 1928, fazendo parte da Linha Porto Alegre - Uruguaiana, e seu nome homenageava João Amilcar Alberti, antigo sub-diretor da Auxiliaire. A paragem João Alberti situava-se entre Camobi e Arroio do Só, no bairro Arroio do Só, nas proximidades da confluência da Sanga do Banhado Grande com o Rio Vacacaí-Mirim.
5. Arroio do Só[9]: A estação foi inaugurada em 1885 e situava-se entre João Alberti e Borges, estando no km 544,434 da Linha Porto Alegre - Uruguaiana. A estação de Arroio do Só situa-se na Vila Arroio do Só, onde está localizada a sede administrativa do 5º distrito, no bairro Arroio do Só.
6. Inspetor Goulart[10]: Inaugurada em 5 de maio de 1930, primeiramente chamada de Quilômetro 2, o ponto situava-se no km 517,461 da Linha Porto Alegre - Uruguaiana e era parada da inspeção da triagem em Santa Maria. O nome foi homenagem a José Goulart Santana (1897-1931), inspetor da polícia, morto em conseqüência de ferimentos de balas durante um assalto a dinheiro da empresa no pátio de Santa Maria. A paragem Inspetor Goulart situava-se entre Santa Maria e Benedito Ottoni, no atual bairro Divina Providência.
7. Benedito Ottoni[11]: Inaugurada em 28 de agosto de 1925, o ponto situava-se no km 521,926 da Linha Porto Alegre - Uruguaiana. O nome foi homenagem a Cristiano Benedito Ottoni, falecido em 1896, e que foi diretor da E. F. Dom Pedro II, depois Central do Brasil. A paragem Benedito Ottoni situava-se entre Inspetor Goulart e Leocádio Lopes, isso seria nas imediações da atual Penitenciária Estadual de Santa Maria, na divisa Santo Antão - Agroindustrial.
8. Leocádio Lopes[12]: Primeiramente chamada de Parada do Km 10, o ponto situava-se no km 525,686 da Linha Porto Alegre - Uruguaiana. Atendia à charqueada Loureiro e Barros, extinta em 1939, culminando na extinção da parada em 19 de março de 1940. A paragem Leocádio Lopes situava-se entre Benedito Ottoni e Boca do Monte, no atual bairro Boca do Monte, o que seria entre o Arroio Ferreira e a Vila Esmeralda, com base na quilometragem do local.
9. Boca do Monte[13]: O ponto situava-se no km 528,644 da Linha Porto Alegre - Uruguaiana. A estação foi inaugurada em 23 de dezembro de 1890. A paragem Boca do Monte situava-se entre Leocádio Lopes e Canabarro, que segundo um levantamento da quilometragem, estaria situada nas proximidades donde hoje está localizado o entroncamento da VRS-830 com a ferrovia no bairro Boca do Monte.
10. Canabarro[14]: O ponto situava-se no km 537,384 da Linha Porto Alegre - Uruguaiana. A estação foi inaugurada em 23 de dezembro de 1890. O nome ou derivou do local onde está situado ou em homenagem a David José Martins Canabarro (1793-1867), um dos chefes da Revolução Farroupilha (1835-1945). A paragem Canabarro situava-se entre Boca do Monte e Parada Linck, bairro Boca do Monte.[15]
11. Parada Linck[16]: Pouco se sabe a respeito desta parada que também se chamava Desvio João Linck Sobrinho e parece ter sido desativada na segunda metade dos anos 50. A paragem Parada Linck situava-se entre Canabarro e Cesar Pina, e estaria situada nas imediações do atual entroncamento da BR-287 com a ferrovia, no bairro Boca do Monte.

É preciso ainda ter-se a localização exata das paragens Cesar Pina e Fernando Pereira para saber se pertenceriam a Santa Maria ou a Dilermando de Aguiar e Itaara respectivamente. Do território original de Santa Maria, também teriam sido estações/paradas as seguintes, por atuais municípios:
- Dilermando de Aguiar: Cesar Pina, Dilermando de Aguiar e Chagas.
- Itaara: Filipson, Pinhal, Vila Etelvina, Fernando Pereira e talvez Val de Serra (atualmente Julio de Castilhos - sendo que a ferrovia é a divisa entre Itaara e Julio de Castilhos).

#### A Gare de Santa Maria
O ano de 1885 marca a chegada dos trilhos para a Viação Férrea em Santa Maria. O penedo de 1885 até 1905 foi o que representou um desenvolvimento pujante, senão o maior da história de Santa Maria.
Nesses vinte anos, houve um aumento considerável na população, que era de 3.000 habitantes e foi para 15.000; o número de prédios cresceu de 400 para 1.500, em 1905. Novos hotéis foram abertos para receber o grande número de viajantes que transitavam rumo à serra e à fronteira. Houve um aumento das atividades econômicas, com a abertura de entrepostos comerciais e grandes depósitos de produtos agropecuários.
Linhas: A partir de 1900, Santa Maria passou a comandar o tráfego de trens no Rio Grande do Sul. Era o ponto de cruzamento de todas as linhas férreas: Linha Porto Alegre-Uruguaiana; Linha Tronco Cacequi-Rio Grande; Linha Tronco Santa Maria-Marcelino Ramos, e sediava a Diretoria da Compangnie Auxiliaire des Chemins de Fer au Bresil, arrendatária da rede rio-grandense desde 1898, A Viação férrea exerceu enorme influência no desenvolvimento econômico, social e cultural de Santa Maria.
Santa Maria como centro ferroviário do estado, movimentava trens de transporte de carga, com produtos da região, e trens de passageiros para todas as regiões do Rio Grande do Sul e para todo o país principalmente para o Rio de Janeiro e São Paulo.
A Gare da Viação Férrea - O quadro da Gare, nos tempos áureos do transporte ferroviário, regurgitava em horas de chegada e de partida de trens de passageiros: viajantes, chegando ou partindo; amigos, parentes aguardando a chegada ou se despedindo: bagageiros levando cargas e pertences de passageiros; o movimento dos maquinistas, foguistas, guarda-freios, revisteiros, chefes-de-trem, deixando a composição recém chegada ou preparando-se para a próxima viagem. A gare transbordava pessoas de todas as idades, principalmente jovens. Era ponto cativo para encontros e muitos namoros e romances aconteciam. A chegada dos trens era uma festa. O som de um alto-falante enchia o ar com informações aos viajantes, com música e propagandas comerciais.
Depois da desativação da Viação Férrea, a Gare ficou abandonada por um longo período, sofrendo a ação do tempo e dos vândalos. Hoje, ela está recuperada, graças ao empenho da Prefeitura Municipal, através da Secretaria da Cultura: é Centro de atividades culturais, onde acontecem Oficinas de arte e eventos artísticos e sociais.

### Militares
Santa Maria possui a 2ª Guarnição Militar do País (em 2011 está prestes a se tornar a maior do Brasil).
A cidade tem sua origem ligada à atuação dos militares, aqui instalados para o cumprimento da missão demarcatória de limites. Tem tradição militar.
Membros dos batalhões que compunham os regimentos da Guarda Nacional estiveram combatendo Oribe e Juan Manuel de Rosas no Uruguai e, ocupando altos postos, santa-marienses também comandaram tropas brasileiras na Guerra do Paraguai e se destacaram no Decenio Heróico da Revolução Farroupilha.
A atuação dos militares está vinculada à segurança, não só no que tange à defesa da pátria, frente a um inimigo estrangeiro, ou aliando-se a outras corporações. Em Santa Maria esta sediada a 3ª Divisão de Exército - Divisão Encouraçada, que é herdeira da 3ª Divisão de Infantaria do heroico General Antonio de Sampaio. Congrega Unidades de Santa Maria, Santiago, Alegrete, Rosário do Sul, Cruz Alta e Santa Cruz do Sul. A 6ª Brigada de Infantaria Blindada é uma grande unidade integrada pelos Corpos Militares de Santa Maria, Santa Cruz do Sul e Rosário do Sul, com abrangência em 21 municípios.

### Cultura
Santa Maria ostenta o título de Cidade Cultura, e o mérito advém da gama respeitável de manifestações culturais, representadas pela criação artística (artes plásticas, artesanato); produção literária (em poesia e prosa), composição musical, interpretação vocal e instrumental (popular, regionalista, clássica); bandas musicais, bandas marciais, bandas de rock); grupos de teatro; corais; grupos e escotas de dança (ballé, gaúcha, italiana, alemã, dança moderna e de rua); associações culturais; espaços culturais (Casa de Cultura, museus, bibliotecas (pública e de estabelecimentos particulares).
Um elenco dc poetas, escritores, pintores, desenhistas, cartunistas, escultores, compositores musicais e intérpretes da palavra (poesia e teatro) e da música, dançarinos integram o universo da cultura desta cidade.
Artes plásticas:  Associação dos artistas plásticos de Santa Maria.
Ab-Galeria de Arte, inaugurada em 19.10.1979, no centro da cidade, mantém exposição permanente de obras, em diversas técnicas, de artistas nacionais e locais.
Letras:  Santa Maria possui a novel Academia Santa-Mariense de Letras que originou-se da Associação Santa-Mariense de Letras (entidade que havia completado 20 anos de existência em 2006), tem como objetivo o culto às letras e à Língua Portuguesa; congrega pessoas ligadas ao mundo literário e/ou cultural, preservando a memória, a biografia e a obra de escritores rio-grandenses, especialmente santa-marienses.
A cidade abriga também a Casa do poeta de Santa Maria (CAPOSM).
Teatro:  Existem vários grupos: TUI; Companhia Retalhos de Teatro; Grupo Presença, que recentemente perdeu seu grande líder, diretor e criador: Pedro Freire Júnior; Teatro Experimental Universitário, Escola Aberta de Teatro, Grupo sem máscara; Grupo Expressão, entre outros.
Espaços culturais:  Teatro Treze de Maio; Casa da Cultura, Gare da Viação Férrea; Museu Treze de Maio; Biblioteca Pública Municipal Henrique Bastide; Biblioteca Central da UFSM: Bibliotecas particulares (UFSM, UNIFRA, FAPAS). Museu Vicente Pallotti, Casa da Memória Edmundo Cardoso.
Feira do Livro
Uma das atividades de maior relevância cultural é a Feira do Livro que realiza em 2013, a sua 40ª edição, tendo como Patrono, o escritor e jornalista José Bicca Larré e Patronesse da Feira Infantil, Selma Feltrin.

### Educação
Uma das características da cidade de Santa Maria é sua identidade com a educação. Possui uma rede de ensino, coordenada pela 8ª Coordenadoria Regional de Educação, abrangendo escolas estaduais (41) e particulares (65), nos níveis: educacional infantil, fundamental, médio, especiais, profissionais. Possui também uma Rede Municipal de Educação, cuja coordenação é da Secretaria de Município da Educação com 119 escolas (zona urbana e zona rural).
A primeira escola pública criada em Santa Maria data de 23 de agosto de 1838, no período do Governo Republicano de Piratini, durante a Revolução Farroupilha.
No ensino superior, Santa Maria conta com oito estabelecimentos: Universidade Federal de Santa Maria —  UFSM; Centro Universitário Franciscano — UFN; Universidade Luterana do Brasil — ULBRA; Faculdade Santa Clara — FASCLA; Faculdade de Direito de Santa Maria — FADISMA; Faculdade Palotina — FAPAS; Grupo Educacional UNINTER (estudo à distância).

### Economia
Desde sua fundação, o município de Santa Maria teve a marca do desenvolvimento, através da agricultura e da criação de gado.
Hoje, a agricultura e a pecuária constituem produção parcimoniosa, de consumo praticamente doméstico, destacando-se a produção de arroz e de soja. O setor industrial é bastante modesto. O forte da economia repousa no comércio que agiliza o movimento financeiro da cidade, servindo também, a clientela dos municípios vizinhos.

### Comunicação
Rádios:  Universidade, Guarathan, Medianeira (AM e FM), Imembuí, Rádio Nativa FM, Antena 1, Aleluia, Atlântida FM Santa Maria e Rádio Gaúcha Santa Maria.
Emissoras de TV locais: TV Pampa, RBS TV.
Jornais:  A Razão (extinto em 2016), Diário de Santa Maria, A Cidade.

## Símbolos de Santa Maria
Brasão
Fica adotado como símbolo heráldico de Santa Maria, o seguinte escudo d’armas:
“Escudo português em campo de prata, com sigla de Maria Santíssima, de cores azuis, circundadas de 2 estrelas da mesma cor, sobre um terraço de dois montes de sua cor. Apoios: duas lanças com bandeirolas vermelhas, estas com losango branco, cruzadas em sautor, por trás do escudo, sobre duas lanças indígenas da mesma posição, ligadas nos cantos por uma boleadeira gaúcha. Divisa: em listel, com as cores da bandeira de Piratini, a legenda em letras de prata: Santa Maria, cidade coração do Rio Grande sul. Timbre: Coroa mural de praia, de 5 torres.
Árvore Ipê-Roxo
É considerada a árvore-símbolo do município a espécie popularmente conhecida corno lpê-Roxo. O referido, símbolo passará a constar do brasão do município.
Bandeira
É instituída a bandeira do município com campo de forma retangular. Contendo no centro o Símbolo Heráldico de Santa Maria.
Parágrafo ünico: O branco simboliza o espírito de paz da comunidade santamariense.

## A população em 1858[17]
Ao ser instalado o município de Santa Maria, sua população era de 5.110 almas, assim distribuídas; Santa Maria (1° distrito), 2105 e Pau Fincado (2°distrito), 2205. Segundo um quadro estatístico aparecido na época e de autoria do engenheiro Antonio Eleutério de Camargo, estavam incluídos, no total da população, 20 escravos libertos e 996 ainda no cativeiro. A percentagem de escravos era, pois, de 18,9%, índice bastante baixo em relação a outros municípios onde a percentagem chegava a alcançar 50%. (Foi conservada a ortografia original).

## Santa Maria no mapa

### Formação Administrativa[18]
- Distrito criado com a denominação de Santa Maria da Boca do Monte, pela lei provincial nº 6, de 17 de novembro de 1837.
- Elevado à categoria de vila com a denominação de Santa Maria da Boca do Monte, pela lei provincial nº 400, de 16 de dezembro de 1857. Instalada em 17 de maio 1858.
- Elevado à condição de cidade e sede do município com a denominação de Santa Maria da Boca do Monte, pela provincial nº 1013, de 6 de abril 1876.
- Pela lei provincial nº 1392, de 1º de junho de 1882, é criado o distrito de São Pedro e anexado ao município de Santa Maria da Boca do Monte.
- Pela lei provincial nº 1455, de 26 de abril  de 1884, é criado o distrito de Silveira Martins e anexado ao município de Santa Maria da Boca do Monte.
- Por atos municipais nºs 46, de 4 de março de 1896, e nº 18, de 29 de abril de 1914, é criado o distrito de Arroio do Só e anexado ao município de Santa Maria da Boca do Monte.
- Em 6 de outubro de 1901, Santa Maria da Boca do Monte, adquiriu o território do extinto município de São Martinho como simples distrito.
- Em divisão administrativa referente ao ano de 1911, o município é constituído de 5 distritos: Santa Maria da Boca do Monte, Arroio do Só, São Martinho, São Pedro, Silveira Martins.
- Por atos municipais nºs 14, de 31 de dezembro de 1913, e 18, de 29 de abril de 1914, foram criados os distritos de Caturrita e Estação Colônia e anexado ao município de Santa Maria da Boca do Monte.
- Nos quadros de apuração do recenseamento geral de 1º de abril de 1920, o município aparece constituído de 9 distritos: Santa Maria da Boca do Monte, Arroio do Só, Boca do Monte, Caturrita, Estação Colônia, Pains, São Martinho, São Pedro, Silveira Martins.
- Por ato municipal nº 66, de 21 de fevereiro de 1923, é criado o distrito de Dilermando de Aguiar e anexado ao município de Santa Maria da Boca do Monte.
- Pelo decreto estadual nº 3624, de 22 de março de 1926, desmembra do município de Santa Maria da Boca do Monte o distrito de São Pedro. Elevado à categoria de município, com o nome de São Pedro do Sul.
- Em divisão administrativa referente ao ano de 1933, o município de Santa Maria da Boca do Monte aparece constituído de 8 distritos: Sede, Arroio do Só, Boca do Monte, Dilermando de Aguiar, Estação Colônia, Pains, São Martinho e Silveira Martins. Não figurando o distrito de Caturrita.
- Em divisões territoriais datadas 31 de dezembro de 1936, o município se denomina Santa Maria (e não mais Santa Maria da Boca do Monte) e aparece constituído de 7 distritos: Sede, Arroio do Só, Boca do Monte, Dilermando de Aguiar, Estação Colônia, São Martinho, Silveira Martins. Não figurando o distrito de Pains.
- Pelo decreto-lei estadual nº 7842, de 30 de junho de 1939, o distrito de Estação Colônia tomou o nome simplesmente Colônia.
- No quando fixado para vigorar no período de 1939-1943, o município é constituído de 7 distritos: Sede, Arroio do Só, Boca do Monte, Colônia (ex-Estação Colônia), Dilermando de Aguiar, São Martinho, Silveira Martins.
- Pelo decreto-lei estadual nº 720, de 29 de dezembro de 1944, o distrito de Colônia tomou a denominação de Camobi.
- Em divisão territorial datada de 1º de julho de 1950, o município é constituído de 7 distritos: Sede, Arroio do Só, Boca do Monte, Camobi (ex-Colônia), Dilermando de Aguiar, São Martinho, Silveira Martins.
- Pela lei municipal nº 180, de 24 de junho de 1952, é criado o distrito de Itaara, pela lei municipal nº 180, de 24 de junho de 1952, com território desmembrado do distrito de Camobi e anexado ao distrito de Sede.
- Em divisão territorial datada de 1º de julho de 1955, o município é constituído de 8 distritos: Sede, Arroio do Só, Boca do Monte, Camobi, Dilermando de Aguiar, Itaara, São Martinho, Silveira Martins. Assim permanecendo em divisão territorial datada de 1º de julho de 1960.
- Pela lei nº 1037, de 1962, distrito de Colônia Vacacaí tomou a denominação de Santa Flora.
- Em divisão territorial datada de 31 de dezembro de 1963, o município é constituído de 9 distritos: Sede, Arroio do Só, Boca do Monte, Camobi, Dilermando de Aguiar, Itaara, Santa Flora (ex-Colônia Vacacaí), São Martinho, Silveira Martins. Assim permanecendo em divisão territorial datada de 1º de janeiro de 1979.
- Pela lei estadual nº 8481, de 11 de dezembro de 1987, desmembra do município de Santa Maria o distrito de Silveira Martins. Elevado à categoria de município.
- Pela lei municipal 3099, de 19 de dezembro de 1988, é criado o distrito de Arroio Grande e anexado ao município de Santa Maria.
- Em divisão territorial datada de 1988, o município é constituído de 9 distritos: Sede, Arroio do Só, Arroio Grande, Boca do Monte, Camobi, Dilermando de Aguiar, Itaara, Santa Flora e São Martinho.
- Pela lei municipal nº 3770, de 19 de abril de 1991, é criado o distrito de Passo do Verde e anexado ao município de Santa Maria.
- Pela lei municipal nº 3369, de 2 de setembro de 1991, é criado o distrito de Pains e anexado aomunicípio de Santa Maria.
- Pela lei estadual nº 9593, de 20 de março de 1992, desmembra do município de Santa Maria o distrito de São Martinho. Elevado à categoria de município com a denominação de São Martinho da Serra.
- Pela lei municipal nº 3639, de 13 de abril de 1993 o distrito de Arroio do Só passou a denominar-se "Arroio do Sol".
- Em divisão territorial datada de 1993, o município é constituído de 10 distritos: Sede, Arroio do Sol (ex-Arroio do Só), Arroio Grande, Boca do Monte, Camobi, Dilermando de Aguiar, Itaara, Pains, Passo Verde e Santa Flora.
- Pela lei estadual nº 10633, de 28 de dezembro de 1995, desmembra do município de Santa Maria o distrito de Dilermando de Aguiar. Elevado à categoria de município.
- Pela lei estadual nº 10643, de 28 de dezembro de 1995, desmembra do município de Santa Maria o distrito de Itaara. Elevado à categoria de município.
- Pela lei municipal nº 4120, de 19 de dezembro de 1997, foram criados os distritos de Palma e São Valentim e anexado ao município de Santa Maria.
- Em divisão territorial datada de 1999, o município é constituído de 9 distritos: Sede, Arroio do Sol, Arroio Grande, Boca do Monte, Pains, Palma, Passo do Verde, Santa Flora e São Valentim.
- Pela lei municipal 4498, 28 de dezembro de 2001, é criado o distrito de Santo Antão e anexado ao município de Santa Maria.
- Em divisão territorial datada de 2005, o município é constituído de 10 distritos: Sede, Arroio do Só, Arroio Grande, Boca do Monte, Pains, Palma, Passo do Verde, Santa Flora, Santo Antão e São Valentim. Assim permanecendo em divisão territorial até a atualidade.

### Expansão urbana[19]
Dois importantes elementos marcam o processo da expansão urbana do município de Santa Maria: A rede de drenagem e o traçado da ferrovia. Santa Maria vem apresentando, ao longo de décadas, um crescimento urbano desordenado, como acontece na grande maioria das cidades brasileiras. O crescimento populacional cada vez apresenta-se mais desigual, criando novas formas de ocupação urbana. Há um nítido afastamento do indivíduo dos ambientes naturais.
Em 1819, 4 décadas antes de sua emancipação, já possuía as atuais ruas: Acampamento, Avenida Rio Branco, Bozano, e, Avenida Presidente Vargas.

### Divisão distrital de 1858 até hoje[19]
Quando da instalação oficial de Santa Maria, datada de 17 de maio de 1858, o município já contava com a presença de dois distritos. O 1º sendo a Vila de Santa Maria e o 2º denominado de Pau Fincado. A partir dessa data outras divisões ocorreram ao longo da trajetória histórica de Santa Maria.
Com a criação do distrito de São Pedro (hoje, São Pedro do Sul), o município de Santa Maria passou a contar, a partir de 18 de junho de 1861, com 3 distritos: Sede (1º), Pau Fincado (2º) e Rincão de São Pedro (3º).
Distritos em 1898
Divisão distrital de 1898: 7 distritos.
| Distrito             | População |
| Sede                 | 32700     |
| Dilermando de Aguiar | 5400      |
| Estação Colônia      | 8500      |
| Silveira Martins     | 4000      |
| Arroio do Só         | 2400      |
| São Martinho         | 4700      |
| Caturrita            | 7500      |

 Distritos em 1986 
Divisão distrital de 1986: 9 distritos.
| #º | Distrito             | Área (km²) |
| 1º | Sede                 | 173        |
| 2º | Dilermando de Aguiar | 582        |
| 3º | Camobi               | 228        |
| 4º | Silveira Martins     | 190        |
| 5º | Arroio do Só         | 311        |
| 6º | São Martinho         | 670        |
| 7º | Boca do Monte        | 468        |
| 8º | Itaára               | 247        |
| 9º | Santa Flora          | 593        |

 Distritos hoje 
| #º  | Distrito       | Bairros | População (hab.) | Área (km²) | Densidade (hab./km²) |
| 1º  | Sede           | 41      | 229.031          | 121,84     | 1879,77              |
| 2º  | São Valentim   | 1       | 494              | 133,38     | 3,70                 |
| 3º  | Pains          | 1       | 3.559            | 133,42     | 26,68                |
| 4º  | Arroio Grande  | 1       | 2.701            | 130,71     | 20,66                |
| 5º  | Arroio do Só   | 1       | 1.127            | 159,30     | 7,07                 |
| 6º  | Passo do Verde | 1       | 498              | 133,40     | 3,73                 |
| 7º  | Boca do Monte  | 1       | 4.085            | 307,44     | 13,29                |
| 8º  | Palma          | 1       | 856              | 111,92     | 7,65                 |
| 9º  | Santa Flora    | 1       | 1.263            | 508,52     | 2,48                 |
| 10º | Santo Antão    | 1       | [ Obs. 2 ]       | 51,70      | ~                    |

1. ↑  Descontar a população do distrito de Santo Antão, e, recentemente a perda de território para São Valentim com consecutiva perda de população.
2. ↑  Criado após censo de 2000. Distrito desmembrado de Boca do Monte em 2000.

## Cronologia ferroviária[19]

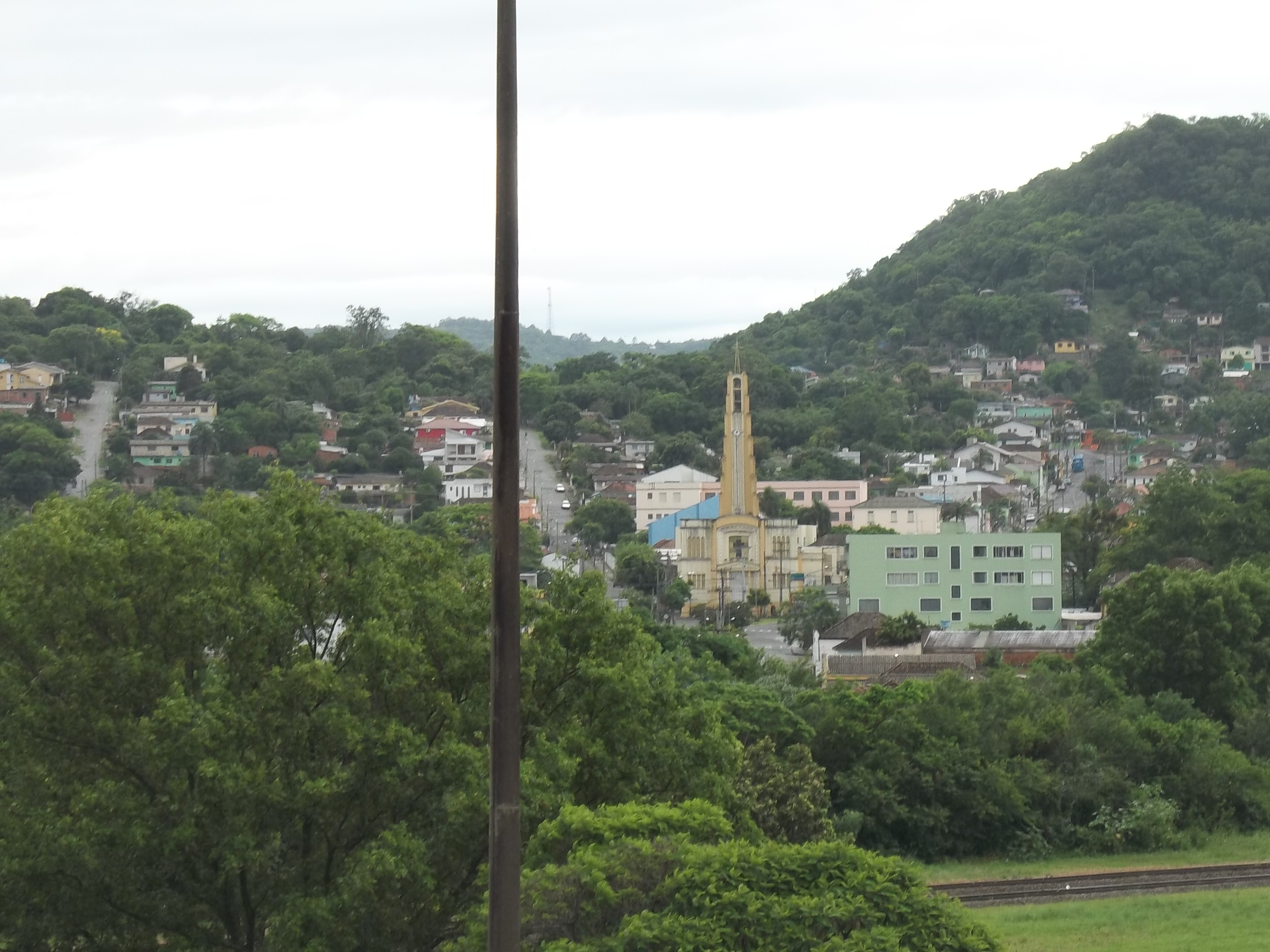
O bairro Itararé surgiu com a instalação da ferrovia em Santa Maria.

Durante muito tempo a ferrovia foi a base para o desenvolvimento de Santa Maria. Mais tarde perdeu espaço para a UFSM.
A presença dos trilhos no espaço urbano do município veio contribuir de forma definitiva para o processo de ocupação territorial. O transporte ferroviário tornou-se elemento de atração populacional, dando origem aos chamados bairros ferroviário, a exemplo de Itararé, km 3.
- 1866: Início da história da ferrovia no Rio Grande do Sul;
- 1877: Começo das Obras da estrada de ferro Porto Alegre - Uruguaiana;
- 1884: Inaugurado o trecho Cachoeira - Santa Maria;
- 1885: Inauguração da linha Porto Alegre - Cachoeira do Sul - Santa Maria;
- 1889: Fase inicial da estrada Santa Maria - Marcelino Ramos;
- 1890: Inauguração do trecho Cacequi - Porto Alegre - Uruguaiana; Violento Choque de trens entre as estações de Santa Maria e Colônia (hoje, Camobi).
- 1898: Inaugurado o trecho Cruz Alta - Passo Fundo;
- 1901 a 1903: Período de construção da Vila Belga;
- 1907: Anúncio da transferência da Compagnie Auxiliare para Porto Alegre;
- 1908: Greve dos Operários da Estrada de Ferro;
- 1913: Fundada a Cooperativa de consumo dos empregados da Viação férrea;
- 1966: A compagnie passa aser Viação Férrea do Rio Grande do Sul;
- 1988: Vila Belga: Patrimônio histórico cultural;

## Paleontologia
Fontes: UFSM (Romeu Beltrão) e UFRGS.
As pesquisas com fósseis começaram em Santa Maria com o geógrafo e Professor Antero de Almeida, em 1901, quando encontrou os primeiros fósseis no Sítio Paleontológico Sanga da Alemoa. Antero de Almeida, também descobriu o Sítio Paleontológico Chiniquá, que posteriormente seria visitado pelo paleontólogo alemão Friedrich Von Huene.

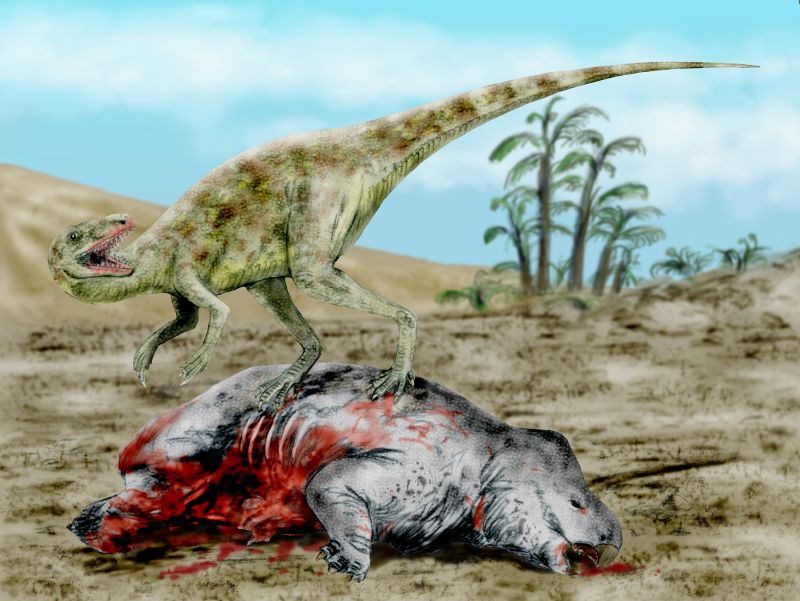
Estauricossauro.

Em 1902, o Dr. Jango Fischer, nascido em Santa Maria, coletou fósseis no Sítio Paleontológico Sanga da Alemoa e os enviou ao Prof. Dr. Hermann von Ihering, então diretor do Museu Paulista, em São Paulo. Eram três corpos vertebrais quase completos, um fragmento de vértebra, um dedo e quatro falanges e uma falange ungueal isolada. O material foi remetido para Arthur Smith Woodward, eminente paleontólogo do Museu Britânico, em Londres, para estudo, que resultou na determinação do primeiro réptil terrestre fóssil da América do Sul, o Rincossauro batizado por Woodward com o nome de Scaphonyx fischeri, em homenagem a Jango Fischer.
Então a atenção científica internacional concentrou-se em Santa Maria, levando a uma série de expedições científicas.
Entre 1915 a 1917, o Dr. Guilherme Rau, um alemão que passou a residir em Santa Maria em 1900, auxiliou o cientista alemão Dr. H. Lotz, do serviço geológico de Berlim, na coleta de 200 peças no Sítio Paleontológico Sanga da Alemoa. Este material foi enviado para Von Huene, na Alemanha em 1924. Neste período um menino de 14 anos, Atílio Munari, que vivia próximo ao sitio da Alemoa, passou a conviver com o cientista H. Lotz, que lhe ensinou a coletar e preparar os fósseis. Muitos de seus trabalhos estão hoje no Rio de Janeiro, Porto Alegre e Santa Maria.
Llewellyn Ivor Price, nasceu em Santa Maria, e terminou seus estudos em Universidade de Harvard, Estados Unidos. Retornou a Santa Maria, em 1936, trazendo junto seu colega Theodore E. White. Ambos entraram em contato com Munari que os ajudou em suas escavações.
Em 1925, Santa Maria e São Pedro do Sul foram visitados pelo paleontólogo alemão Dr. Bruno von Freyberg, da Universidade de Halle-Wittenberg. Neste mesmo ano Drs. G. Florence e Pacheco da Comissão geológica e geográfica de São Paulo estiveram no local. Tudo que ocorria nesta época influenciou Vicentino Prestes de Almeida, nascido em Chiniquá (1900), a se tornar um paleontólogo autodidata. Uma mandíbula descoberta por ele e enviada para Alemanha, influenciou a vinda de Von Huene ao Brasil. Prestosuchus é um nome em homenagem a Vicentino.
Em 1927, vêm a Santa Maria os geólogos Paulino Franco de Carvalho e Nero Passos. Também neste ano chega o Geólogo Alex Löfgren, que ficou por aqui um ano e meio auxiliado por Munari.
Em 1928 chega o alemão Friedrich Von Huene, acompanhado pelo Dr. Rudolf Stahlecker. Ficaram seis meses coletando na Sanga da Alemoa e depois ficaram dois meses em Chiniquá. No período de dez meses fizeram várias observações estratigráficas de muitos municípios da região. Retornaram para a Alemanha com muitas toneladas de fósseis. Muitos fósseis coletados por Von Huene estão na Universidade de Tubinga, na Alemanha.
Neste período, Tupi Caldas descreve o Dinodontosaurus pedroanum e Hyperodapedon mariensis.
Foi coletado o Cerritosaurus em 1941 pelo jesuíta Antonio Binsfeld, no Sítio Paleontológico Sanga da Alemoa em Santa Maria.
Nas décadas de 40 e 50 várias expedições organizadas por Llewellyn Ivor Price, do Setor de Paleontologia do Departamento Nacional de Produção Mineral do Rio de Janeiro, chegam a região. Price trabalhou na área junto com  Edwin Harris Colbert , Carlos de Paula Couto, Mackenzie Gondon, Fausto Luís de Souza Cunha e Theodore E. White. Em Santa Maria, Price se hospedava no Colégio Centenário.

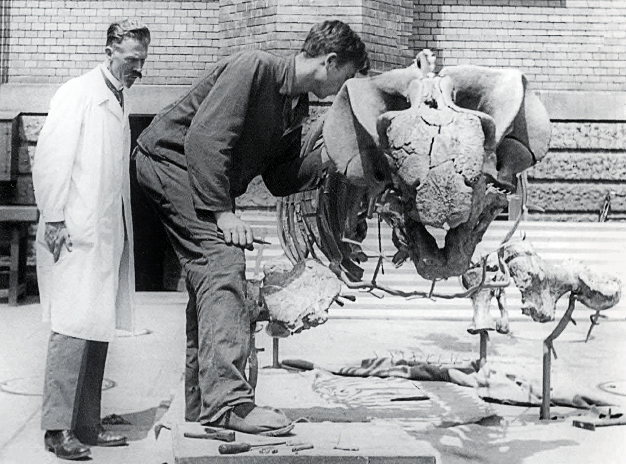
Friedrich von Huene (esquerda) com um esqueleto de Dicinodonte Stahleckeria na Universidade de Tübingen.

Em 1947 Ney Vidal e Carlos de Paula Couto, do Museu Nacional da Universidade Federal do Rio de Janeiro, estiveram coletando na região. No ano de 1955 o prof. Irajá Damiani Pinto (UFRGS).
Dr. Romeu Beltrão, em 1951 coletou material que foi enviado ao Museu Nacional da Universidade Federal do Rio de Janeiro. Posteriormente o material foi estudado por Carlos de Paula Couto.
A partir de 1956 o Padre Daniel Cargnin, que enriqueceu diversos museus, como o Museu Vicente Pallotti, Museu Padre Daniel Cargnin, UFSM, UFRGS e PUCRS. Trabalhou com Mário Costa Barberena (UFRGS). Ele coletou mais de 50 crânios. Era um paleontólogo autodidata, que coletou aproximadamente 80% nos fósseis que estão nos museus da região.
A partir da década de 60, com a criação da Escola de Geologia da Universidade Federal do Rio Grande do Sul, e posteriormente de seu Curso de Pós-Graduação, o mapeamento geológico do Estado recebeu grande incremento, bem como o conhecimento paleontológico das rochas sedimentares aí encontradas.
Nas décadas de 70 e 80, na cidade de São Pedro do Sul, Walter Ilha, um paleontólogo autodidata, coletou fósseis da região. Colecionou bibliografias, livros e revistas sobre o assunto. Lutou para a construção de um museu em sua cidade. Em 1987 veio a morrer, e o museu assumiu o nome de Museu Paleontológico e Arqueológico Walter Ilha.
A paleontologia começou com paleontólogos amadores e autodidatas. Posteriormente tivemos a chegada de vários paleontólogos estrangeiros, que contribuíram com suas pesquisas e impulsionaram o ensino da paleontologia em nossas Universidades e escolas. Durante todo este período as pesquisas dos autodidatas, geralmente foram feitas com recursos financeiros próprios.